# Mindre prickfisk
Mindre prickfisk (Myctophum punctatum) är en djuphavsfisk i familjen prickfiskar. Den kallas även liten prickfisk.

## Utseende
Mindre prickfisken är en liten fisk med mycket stort huvud och ett stort antal lysorgan på nederdelen av kroppen (undre delen av sidorna och buken). Munnen och ögonen är stora, och den har en liten fettfena. Som mest blir arten 11 cm lång.

## Vanor
Som alla prickfiskar lever den i havet i stora stim. Under dagen lever den på djupt vatten, 225 – 750 m, ibland ner till 1 000 m; under natten stiger den uppåt och uppehåller sig mellan havsytan och 125 m. Födan består av mindre kräftdjur som hoppkräftor, lysräkor och krabblarver samt fiskyngel. Den kan producera kraftiga ljusblixtar från lysorgan vid stjärtroten som används för att blända byten. Det antas att de även utnyttjas av honan för att attrahera hanar.

### Fortplantning
Den mindre prickfisken blir könsmogen vid en längd av 5 cm. Under leken lägger honan mellan 800 och 900 ägg, som utvecklas till pelagiska, ytlevande larver. I Medelhavet inträffar lekperioden under vinter till vår.

## Utbredning
Arten finns i stora delar av Atlanten från USA, Grönland och Island till farvattnen vid Brittiska öarna, Medelhavet och längs Afrikas västkust till Mauretanien. Den har påträffats i Danmark och Norge. 